# Belgium élővilága

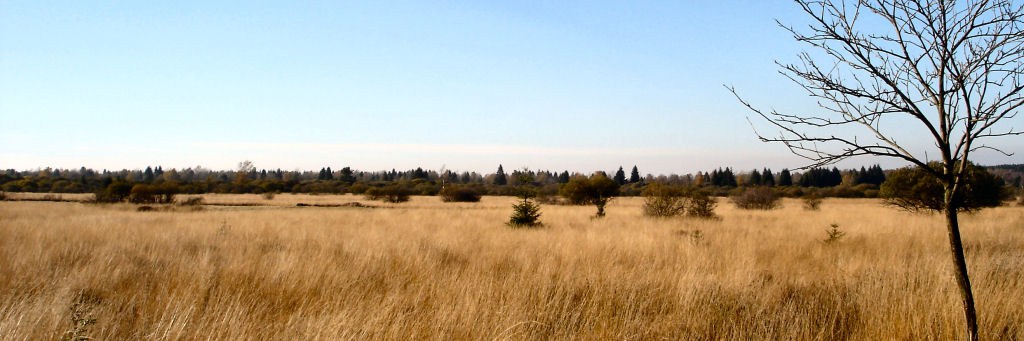
A Hohes Venn-re jellemző tájkép tavasszal

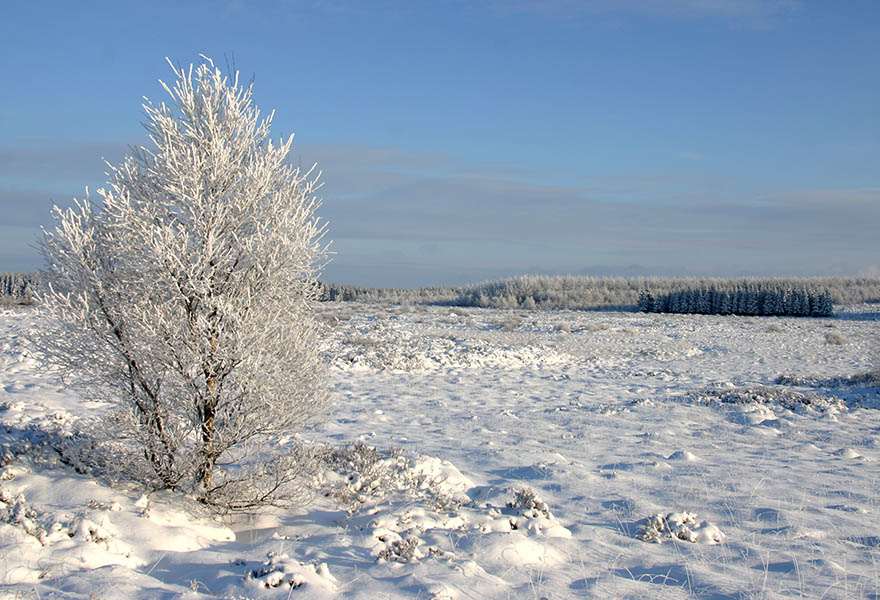
Téli táj

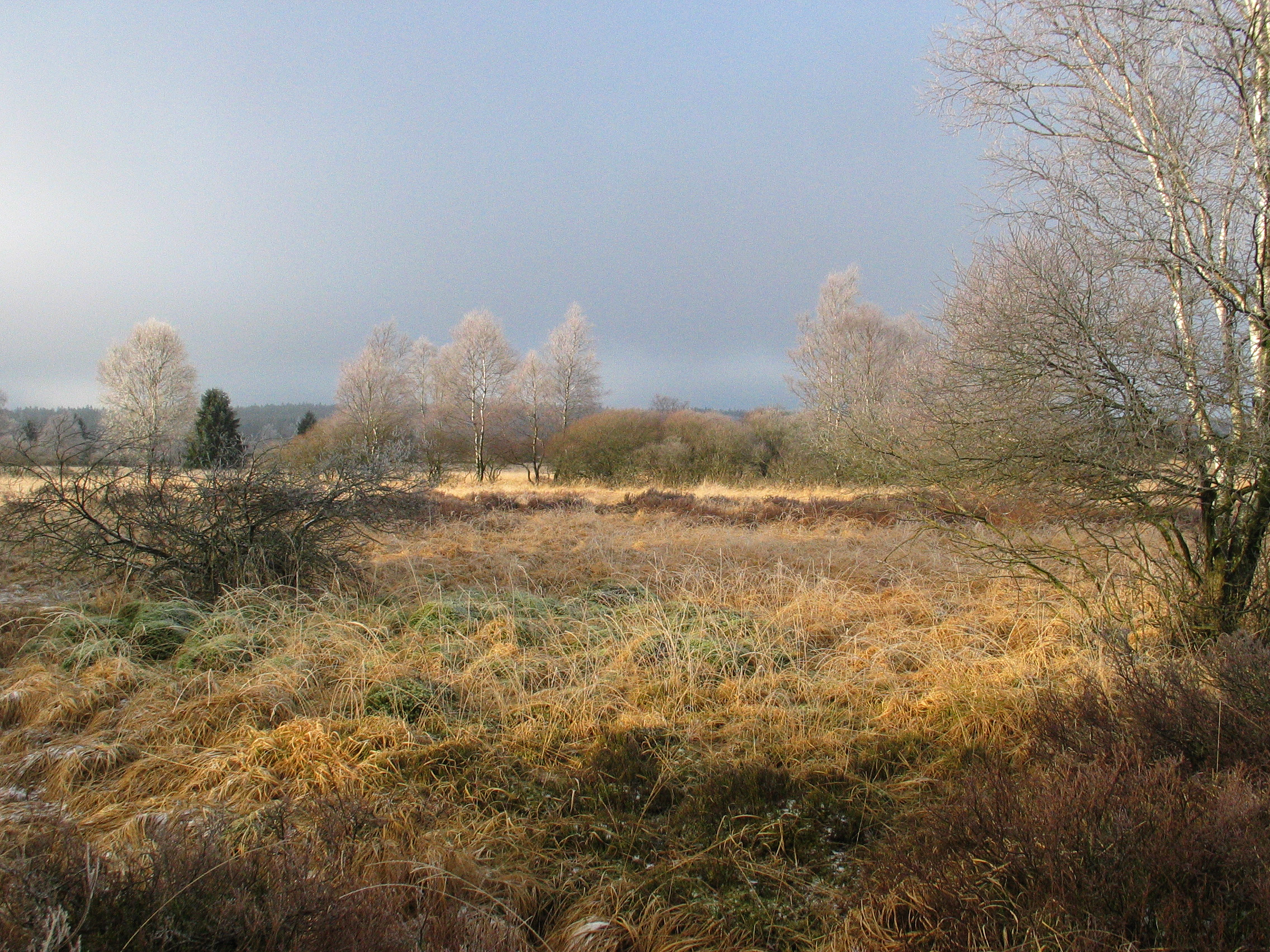
Megérkezett az első őszi fagy a Hohes Venn-be

Nagy népsűrűsége, fejlett ipara és elhelyezkedése miatt Belgium komoly környezeti problémákkal kerül szembe. Belgium természeti kincseit többek között az urbanizáció, a fejlett közlekedési infrastruktúra, a járműforgalom, a jelentős nehézipar, az intenzív és belterjes állattartás és növénytermesztés által kibocsátott szennyező anyagok terhelik.
Egy 2003-as jelentés szerint a belga folyók vízminősége a legrosszabb Európában, az ország a legutolsók között volt a vizsgált 122 ország közt.

## Veszélyeztetett állatfajok
Belgium területén a következő, a Természetvédelmi Világszövetség (IUCN) Vörös Listáján található veszélyeztetett állatfajok fordulnak elő:
- Kihaló (Critical, Critically endangered)
- Végveszélyben (Endangered)
  - Északi simabálna (Eubalaena glacialis)
- Sebezhető (Vulnerable)
  - Nagyfülű denevér (Myotis bechsteini).
  - Európai vidra (Lutra lutra).
  - Kerti pele (Eliomys quercinus).
  - Csonkafülű denevér (Myotis emarginatus).
  - Barna delfin vagy közönséges disznódelfin (Phocoena phocoena).
  - Kis patkósdenevér (Rhinolophus hipposideros).
  - Tavi denevér (Myotis dasycneme).
  - Nagy ámbráscet (Physeter catodon).
  - Nyugati piszedenevér (Barbastella barbastellus).
  - Beluga vagy fehér delfin (Delphinapterus leucas)

## Biológiai diverzitás és élőhelyek
Belgiumban található a Wadden Sea Ecoregion (az Északi-tengeri partvidék védett részének) számos élőhelye.
Az ország szárazföldi területe 30 528 km², ezen a következő elsődleges ökoszisztémák találhatók:
- mezőgazdasági művelés és lakott település: kb. 40%
- másodlagos élőhelyek (nem érintetlen természet): kb. 60%[5]

A szárazföldi területeken az emberi befolyás mértéke szerint:
- Alacsony: 0%
- Közepes: kb. 15%
- Magas: kb. 85%[6]

Az egyik legjelentősebb élőhely a belga növényvilág szempontjából a Hohes Venn természetvédelmi terület (ld. lent), amelyet a Plantlife International szervezet mint Important Plant Area tart nyilván.
Összesen 36 300 fajt tartanak nyilván Belgium területén, ezek között találhatók mikroorganizmusok, növények, gombák, rovarok, illetve gerinces és gerinctelen állatfajok. A legnagyobb számban a rovarok vannak jelen: több, mint 4 500 bogárfajt, 4 500 légy és moszkitófajt, 2 400 lepke és molyfajt jegyeztek fel. A gerincesek már jóval kevesebben vannak, összesen 73 emlősfajt és 150 halfajt jegyeztek fel. A nyilvántartott fajok mellett becslések szerint kb. 18 000 faj élhetne Belgiumban (az itt található élőhelyek típusa alapján), de ezeket még sosem észlelték itt. A becslés elsősorban a szomszédos országok feljegyzésein alapul, ahol sokkal alaposabb és bővebb források állnak rendelkezésre a növény és állatfajokról.
A régebbi gyűjtések, illetve a modern megfigyelések alapján a következő trendeket lehet azonosítani:
- Flandriában a feljegyzett fajok 7%-a kihalt, további 20% veszélyeztetett és 27% sebezhető.
- Vallóniában hasonló a helyzet, a feljegyzett fajok, az taxonómiai csoportokban 40%-től és 83%-ig hanyatlás jeleit mutatják.
- Brüsszelben és környékén a magasabbrendű növényfajok 32%, a madárfajok 20%-a és a kétéltűfajok közel 50%-a kihalt.

## Fenyegető tényezők
A 2007-ben megjelent Global Biodiversity Outlook 2 jelentés szerint az emberi tevékenységek egyre nagyobb fenyegetést jelentenek a természetes élőhelyek épségére, biodiverzitására. A GBO alapján a legnagyobb veszélyt a népességnövekedés, az erőforrások egyre intenzívebb felhasználása, a globális éghajlatváltozás, az élőhelyek pusztulása és a lakóövezetek terjedése, a természeti erőforrások kimerülése, a környezetszennyezés, valamint az idegen fajok terjedése jelenti.
A jelentés alapján a belga természet és élőhelyek számára az alábbi fenyegetések relevánsak:
| Főbb fenyegetések Belgium élővilágára és biodiverzitására          | Néhány megjelenési formája |
| ------------------------------------------------------------------ | --- |
| Szárazföldi élőhelyek                                              | |
| A természetes élőhelyek eltűnése, leromlása, illetve felaprózódása | Lakóterületek terjeszkedése, utak és ipari létesítmények építése, az ehhez kapcsolódó problémák (zaj, szennyezés), hagyományos mezógazdasági technikák felváltása intenzív gazdálkodással                       |
| Vadon élő fajok számának csökkenése a mezőgazdasági területeken    | Intenzív mezőgazdálkodás és az ezzel járó környezetszennyezés, az élőhelyek megzavarása, a vadon élő fajoknak élőhelyet nyújtó képződmények (parlagon hagyott földek, facsoportok, tavak és csatornák) eltűnése |
| Levegő, víz és talajszennyezés                                     | A nehézfémek megjelenése (ipari tevékenység, járművek révén), állati ürülék, szennyező és méreganyagok, egyéb szennyezések kibocsátása                                                                          |
| Idegen fajok megjelenése                                           | Nemzetközi kereskedelem és utazás, mezőgazdaságban és kertészetekben elszabadult fajok, egzotikus növény és állatfajok behozatala, elszabadult és elvadult háziállatok                                          |
| A vadvilágok fenyegető fertőzések és betegségek                    | Korábban ismeretlen patogének megjelenése, amelyek az egzotikus vagy idegen fajok, a környezetszennyezés és az élőhelyek rombolása vált ki                                                                      |
| Éghajlatváltozás                                                   | Széndioxid-kibocsátás, deforesztáció, talajerózió, a természetes élőhelyek megváltozása az emberei tevékenységek nyomán                                                                                         |
| A természetes mocsarak, lápvidékek kiszáradása                     | Lecsapolás, a talajvíz túlzott kihasználása |
| Szabadidő és pihenés                                               | A zöld területek túlzott háborgatása, természetvédelmi területek látogatása, a természeti környezet nem megfelelő védelme, mountain biking és motorsportok védett területeken, védett fajok gyűjtése            |
| Tengeri élőhelyek                                                  | |
| Halászat                                                           | Az egyes fajok tőlhalászása, ipari méretű halászflották, a nemkívánatos fajok (by-catch) pusztulása |
| Szennyezés és oxigénhiány                                          | Szennyezóanyagok a szárazföldön végzett tevékenységek következtében (folyók), légkörből kiváló szennyezőanyagok, a tengeri forgalom hatása                                                                      |
| A tengerfenéken található élőhelyek pusztulása                     | vonohálós halászat, homok és kavicskitermelés, a csatornák, folyók aljának iszapmentesítése |
| Idengen fajok megjelenése                                          | Tengeri forgalom (ballasztvízben behurcolt fajok), szabadidős hajózás, tenyésztett fajok, éghajlatváltozás |
| Szabadidő és pihenés                                               | Partmenti sávok beépítése, a vízminőség leromlása (elsősorban nyáron), a strandok szennyezése, zaj és az élőhelyek megzavarása                                                                                  |

## A Natura 2000 hálózat és természetvédelmi területek
Az Európai Unió természetvédelmi politikájában fontos szerepet játszik két uniós irányelv (vagy direktíva): az 1979-es „madárirányelv” (illetve annak 2009-es kodifikált változata) és a Natura 2000 hálózatot létrehozó 1992-es „élőhelyirányelv”. Az egyes országoknak a védett területek összefüggő, koherens hálózatát kell kialakítani az irányelvek alapján, amelyek kétféle élőhelytípust határoznak meg:
- különleges természetvédelmi területek (Special Protection Areas vagy SPAs)
- különleges természetmegőrzési területek (Special Areas of Conservation vagy SACs)

Belgium mindhárom régiója, illetve a szövetségi kormány is kijelölte az irányelveknek megfelelő védett élőhelyeket (utóbbira egy, a partvonal mentén, az ország fennhatósága alá tartozó Északi-tengeri területen volt szükség).
A Brüsszel Fővárosi Régió, illetve a part menti vizek az élőhelyirányelv alapján lettek meghatározva, míg Flandria és Vallónia mindkét irányelv alapján megkezdte az élőhelyek besorolását.
| Régió         | Területe (ha) | Természetvédelmi terület, rezervátum nagysága (ha) | A terület arányában, % | Natura 2000 élőhelyek nagysága1 | A terület arányában, % |
| ------------- | ------------- | -------------------------------------------------- | ---------------------- | ------------------------------- | ---------------------- |
| Brüsszel      | 16 200        | 240                                                | 1,5%                   | 2 321                           | 14,3%                  |
| Flandria      | 1 352 200     | 28 058                                             | 2,1%                   | 188 289(2)                      | 13,9%                  |
| Vallónia      | 1 684 400     | 9 781                                              | 0,6%                   | 220 828                         | 13,1%                  |
| Északi-tenger | 346 200       | -                                                  | 0%                     | 18 120                          | 5,2%                   |
| Összesen      | 3 399 000     | 38 079                                             | 1,1%                   | 429 558                         | 12,6%                  |

(1) A természetvédelmi területek általában teljes mértékben részei a Natura 2000 hálózatnak.

(2) Beleértve a Flamand Ökológia Hálózat (Flemish Ecological Network) területeit.
A belgiumi Natura 2000 hálózat térképe itt megtalálható.
Az egyes régiók Natura 2000 hálózatával kapcsolatos információért lásd:
- Flandria:  (holland)
- Vallónia:  (francia)
- Brüsszel:  (francia),  (holland)

A WWF szintén megjelentetett egy jelentést arról, hogy halad a Natura 2000 hálózat megvalósítása Belgiumban.
A legjelentősebb természetvédelmi területek a Hohes Venn, a Zwin torkolata, és a Hoge Kempen.
Lásd még:
- WWF Belgium

## Érdekesség
1974-ben a WWF a Coca-Cola támogatásával megjelentetett egy söröskupak-sorozatot, amely az ország legjelentősebb állat- és növényfajait ábrázolta. Kb. 80-féle kupak készült el, ezeket a Lierco N.V. és a Limobo N.V. cégek gyártották. A gyűjtemény itt látható:
World Wildlife Fund by Coca-Cola (1974)